# Savièse
Savièse és una vila de Suïssa, al Valais, districte de Sion.